# Bas de Vries
Bas de Vries  is een Nederlandse onderzoeksjournalist die gespecialiseerd is in onder meer crowdsourcing.  Sinds 2009 werkt hij voor de NOS.
Na de Haagse Meer en Bos school en het Tweede Vrijzinnig-Christelijk Lyceum/Segbroek College studeerde hij van 1983 tot 1989 Geschiedenis aan de Universiteit Leiden.
Als journalist werkte De Vries vanaf 1990 voor Dagblad de Limburger en was daarna enkele jaren parlementair verslaggever voor VNU Dagbladen. Vanaf 1998 werkte hij negen jaar voor Trouw. Eerst als parlementair verslaggever, vervolgens als correspondent in Londen en de laatste jaren als manager Multimedia. Eind 2007 werd hij adjunct-hoofdredacteur en later tevens manager online van het gratis dagblad DAG.
In 2009 werd De Vries chef van de Haagse redactie van de NOS. Hij was daarna eindredacteur en doet sinds 2016 onderzoek op de binnenlandredactie. De Vries beheert tevens NOS Net, een netwerk van mensen die nieuwstips, kennis en ervaring met de NOS willen delen.
Bas de Vries was van 2012 tot 2014 Bestuurslid sectie Internet van de NVJ.

## Kieskompas
In 2006 ontwikkelden Bas de Vries en André Krouwel in samenwerking met het dagblad Trouw het Kieskompas, een hulpmiddel op het internet voor Nederlandse stemmers bij het maken van een politieke keuze. Het Kieskompas is een alternatief voor de Stemwijzer.
Naast de Nederlandse parlementsverkiezing van 2006 is het Kieskompas inmiddels ingezet bij parlementsverkiezingen in België, Zweden, het Verenigd Koninkrijk, Duitsland, Spanje, Portugal, Egypte, Tunesië, Turkije, Roemenië, Israël, Canada, Macedonië en Marokko, alsook bij presidentsverkiezingen in de Verenigde Staten, Frankrijk, Venezuela, Ghana en Mexico.
In 2006 won De Vries samen met André Krouwel voor het ontwikkelen van het Kieskompas De Tegel, de Nederlandse prijs voor journalistiek.

## Prijs
- De Tegel (2006)